# Club Atlético Argentino (Marcos Juárez)

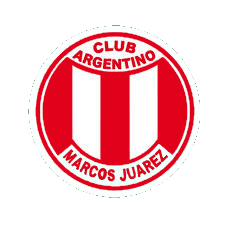
Escudo de Argentino de Marcos Juárez

El Club Atlético Argentino de Marcos Juárez es una institución deportiva y club de fútbol en la ciudad cordobesa de Marcos Juárez, cabecera del departamento homónimo de la provincia de Córdoba, fundada el 9 de julio de 1906, por un grupo de jóvenes entusiastas, transformándose en uno de los clubes más antiguos de fútbol de la zona sur de la provincia de Córdoba, en la región centro de Argentina. Juega sus partidos de local en el estadio Aldo Bertozzi, que lleva el nombre en honor a uno de los máximos dirigentes en la historia del club.
Dentro de su historia deportiva destaca el haber participado en el Torneo del Interior (1986-1995), torneo de tercera división y el Torneo del Interior, campeonato nacional de quinta categoría. Ha sido una vez campeón de la Liga Cañadense de Fútbol.
Se trata de una de las instituciones más populares del sudeste de la provincia de Córdoba. En ella se trabaja en lo deportivo, aunque también en la parte social y educativa. Cuenta además con 14 secciones deportivas (incluyendo fútbol) y su máximo dirigente es Francisco Bonetto.

## Historia
MÁXIMOS GOLEADORES
| INCLUYE:
| Liga Cañadense (1958-1962)
| Liga Marcosjuarense (1963-1967)
| Liga del Sur (1984-1985 y 1987-1994)
| Liga Bellvillense (1978-1983 y 1995-2013)
| Provinciales e Interligas (1983-1989 y 1991)
| Torneo del Interior (1987-1988, 1990, 2008-2009 y 2011)
1- 224 Liotta, Juan Daniel
2- 104 Ártico, Neldo
3- 84 Bottacín, Emiliano
4- 78 Quinteros, Jorge
5- 52 Surbera, Adrián
6- 45 Esparza, Sergio 
7- 42 Corletta, Alejandro
8- 38 Gómez, Santiago
9- 34 Natali, Pablo
10- 33 Magarello, Juan Ignacio

## Estadio
El estadio fue inaugurado oficialmente el 17 de abril de 2005, disputándose un encuentro entre el local y el club Firpo, venciendo la institución marcojuarense por 2-0  con goles anotados por Lucioano Poloni y Marcos Clausen. 
La capacidad del estadio es de 1100 espectadores y las dimensiones actuales del campo de juego son de 100 x 68 m .

## Rivales clásicos
El club posee un rival clásico en la ciudad, San Martín de Marcos Juárez (fundado en 1950, tras la fusión de Newell's Old Boys y Boca Juniors). Si bien el club San Martín no cuenta con demasiada historia ni logros en este deporte, los encuentros con este club siempre son apasionantes por la rivalidad generada. Ambos militan en la Liga Bellvillense, pero desde 2006 no se han visto las caras debido a que Argentino ascendió a la categoría A. El último enfrentamiento fue el 7 de mayo de 2006 viendo ganador al local Argentino por 3 goles a 1, convirtiendo para el albirrojo Emiliano Botacín, Matías Giammalva y el arquero Juan Vargas de penal.
El clásico con San Martín es el de mayor importancia en la actualidad, muchos de los viejos socios del club, indican que los enfrentamientos con el Club Sarmiento de la ciudad vecina de Leones son aún más importantes. Esto puede deberse a que ambos clubes han sido participantes en la década de 1980' de los torneos de AFA llegando a instancias finales y disputando partidos de gran envergadura, definiendo etapas finales de Provinciales y ligas regionales como la bellvillense, cañadense o marcosjuarense, obteniendo títulos en todas ellas.

## Uniforme
- Uniforme titular:  camiseta a rayas verticales rojas y blancas, pantalón azul, medias negras.

## Palmarés
- Liga Cañadense de Fútbol (1) 1962.
- Liga Marcosjuarence (1) 1963.